# Combiné nordique
Ne doit pas être confondu avec Combiné alpin.
Pour les articles homonymes, voir Combiné.
Le combiné nordique est un sport qui combine deux disciplines du ski nordique : le saut à ski et le ski de fond. Créé en Norvège à la fin du XIXe siècle, le combiné nordique est au programme olympique depuis la première édition et figure aux championnats du monde depuis 1925.
Dans sa version historique, l'épreuve de ski de fond est disputée plusieurs jours avant le saut. À partir des années 1950, la compétition a lieu sur une même journée.
Les principales compétitions sont organisées par la Fédération internationale de ski. Il s'agit des championnats du monde, de la coupe du monde ainsi que le Grand prix d'été de combiné nordique. Les courses olympiques sont co-organisées par la Fédération internationale et le comité international olympique.
La discipline est alors considérée comme la « discipline reine » du ski nordique. Elle se pratique également en été.

## Histoire

### Origines
Le ski est un moyen de déplacement notamment utilisé par les militaires depuis des millénaires. Il serait originaire de l'Altaï ou d'Europe du Nord. Au début du XIXe siècle, les mouvements nationalistes en Norvège et en Finlande encouragent la pratique du ski afin d'améliorer la condition physique des habitants de ces pays dans l'hypothèse d'une guerre avec la Suède ou avec la Russie. La première performance connue en saut à ski est réalisée par le lieutenant Olaf Rye avec un saut de 9,5 mètres en 1809 afin de montrer son courage à ses soldats à Eidsberg, en Norvège. En 1826, l'armée norvégienne décide de réduire ses effectifs et de dissoudre ses compagnies de skieurs. Ces militaires, principalement issus des régions d'Østerdalen et du comté de Telemark continuent de pratiquer le ski dans leur région d'origine, participant ainsi au développement du ski. La première compétition de ski de fond connue a lieu en 1843 à Tromsø. Un finlandais, utilisant deux bâtons, contrairement aux Norvégiens qui n'en utilisent qu'un, s'impose. La pratique s'institutionnalise avec, en 1861, la création d'une association, ancêtre de la Fédération des sports de Norvège. Cette même année, le premier club de ski du monde, le Ski Club de Trysil, est fondé,.

### Premières compétitions

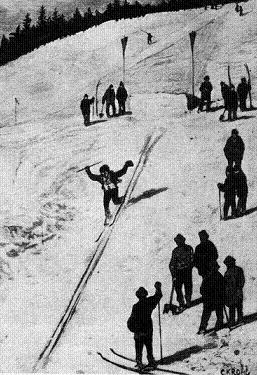
Dessin de Christian Krohg montrant le premier Husebyrennet en 1879.

Des dizaines de compétitions sont enregistrées dans les années 1860. Une course de fond et de saut est mentionnée en 1862 à Trysil avec la participation d'une jeune femme de 16 ans. La première course de ski et de saut avec des juges a lieu à Nesseby en 1866. En 1886, Sondre Norheim domine largement les courses d'Oslo avec un équipement novateur pour l'époque.
En 1877, le Christiania Skiklub (no) est créé notamment par Fridtjof Nansen. Deux ans plus tard, le club organise la première compétition majeure, la Husebyrennet. La course consiste en un saut et un parcours de 4 km de ski de fond. La compétition rassemble 10 000 spectateurs et Torjus Hemmestveit réalise un saut de 23 mètres. Avec son frère, Mikkjel, il ouvre la première école de ski à Oslo. Toujours à Oslo, un certain Larsen ouvre une des premières manufactures de skis.
En 1892, la Husebyrennet est déplacée sur la colline d'Holmenkollen et la compétition de combiné nordique est l'épreuve majeure du programme du Festival de ski de Holmenkollen,. À cette époque, la discipline est considérée comme la « discipline reine » du ski nordique,. Après le refus des pays nordiques d'organiser des Jeux d'hiver, le combiné nordique est au programme des Jeux nordiques.

### Introduction aux Jeux olympiques et aux championnats du monde
La question d’intégrer des sports d'hiver aux Jeux olympiques est débattue plusieurs fois au CIO sans succès. En 1920, malgré l'opposition du Suédois, Viktor Balck, les Jeux olympiques de 1920 incluent le hockey sur glace ainsi que le patinage artistique (déjà olympique en 1908). Après plusieurs années de discussions, les scandinaves acceptent l'idée « d'une semaine internationale des sports d'hiver ». Cette compétition est baptisée Jeux olympiques d'hiver a posteriori. Le combiné nordique est inscrit au programme olympique dès les Jeux de Chamonix en 1924 et il est l'un des six sports d'hiver qui est toujours olympique. Thorleif Haug s'impose devant trois compatriotes à cette occasion. En marge des compétitions de Chamonix, la Fédération internationale de ski est créée,. L'année suivante, les championnats du monde de ski nordique, avec une compétition de combiné nordique, sont créés. Les épreuves olympiques et les championnats du monde sont dominés par les Norvégiens jusqu'à la Seconde Guerre mondiale.

### Modification du format et création de la Coupe du monde
La première grande réforme du combiné nordique a lieu lors des Jeux olympiques de 1952. En effet, pour la première fois, l'épreuve de saut à ski est disputée avant la course de ski de fond. En principe, la course de ski de fond doit avoir lieu dans les 24h suivant le concours de saut. À partir des années 1960, les deux Allemagnes dominent le combiné nordique notamment aux Jeux Olympiques avec Georg Thoma, Franz Keller et Ulrich Wehling qui réalise l'exploit de remporter trois titres olympiques consécutifs entre 1972 et 1980.
À partir des années 1980, la discipline connaît des changements importants. La coupe du monde est créée lors de l'hiver 1983-1984 et le style classique est abandonné au profit du style libre quelques années plus tard. Enfin, la table de Gundersen permet de rendre plus lisible la discipline. En effet, avant l'utilisation de cette table, il faut parfois attendre plusieurs heures voire plusieurs jours avant que les calculs soient faits afin de connaître le vainqueur de l'épreuve combinée. Gunder Gundersen, ancien champion, propose une formule de conversion qui convertit les points acquis en saut en ski en temps. Avec l'utilisation de cette table, le premier concurrent à s’élancer dans la course de ski de fond est le leader du concours de saut à ski. Le premier concurrent à franchir la ligne d'arrivée est le vainqueur de la course combinée. Cette table est utilisée pour la première fois aux Jeux olympiques de 1988 et c'est également lors de ces Jeux qu'une épreuve par équipes est ajoutée

### Féminisation de la discipline
Jusqu'en 2014, le combiné nordique est une discipline très majoritairement masculine. Il arrive rarement que des compétitions soient ouvertes aux skieuses. Ce sport est enfin accessible aux femmes et donne lieu à un classement féminin.
À partir de 2014, la Fédération internationale de ski décide d'organiser des courses féminines dans les jeunes catégories. La première compétition, organisée en marge du Grand Prix d'été à Oberstdorf, rassemble 9 pays et 40 compétitrices. En 2016, l'objectif de la Fédération internationale est d'intégrer des épreuves féminines au programme olympique en 2022,.
Lors de l'hiver 2017-2018, la première compétition chez les seniors, la Coupe continentale, est organisée. Cependant, en juillet 2018, le CIO choisit de ne pas intégrer de compétitions féminines de combiné nordique aux Jeux olympiques de 2022 ,.
Petit à petit, le nombre de compétition augmente et la première édition féminine du Grand Prix d'été est organisée en 2018. En 2019, sont organisés les premiers championnats du monde juniors féminins. Ils consacrent la Japonaise Ayane Miyazaki. La première Coupe du monde féminine est organisée en 2020. Plusieurs de ces compétitions sont annulées en raison de la pandémie de covid-19. C'est l'Américaine Tara Geraghty-Moats qui remporte la première Coupe du monde féminine. Le premier Championnat du monde féminin a lieu en février 2021 et consacre la Norvégienne Gyda Westvold Hansen. Une première épreuve mixte par équipes est organisée lors de la Coupe du monde 2021-2022.
L'objectif est d'intégrer des épreuves féminines de combiné nordique au programme des Jeux olympiques d'hiver de 2026 mais le CIO refuse ,. Les compétitions masculines, un temps menacées, sont maintenues pour les Jeux olympiques de 2026.

## Description

### Saut à ski

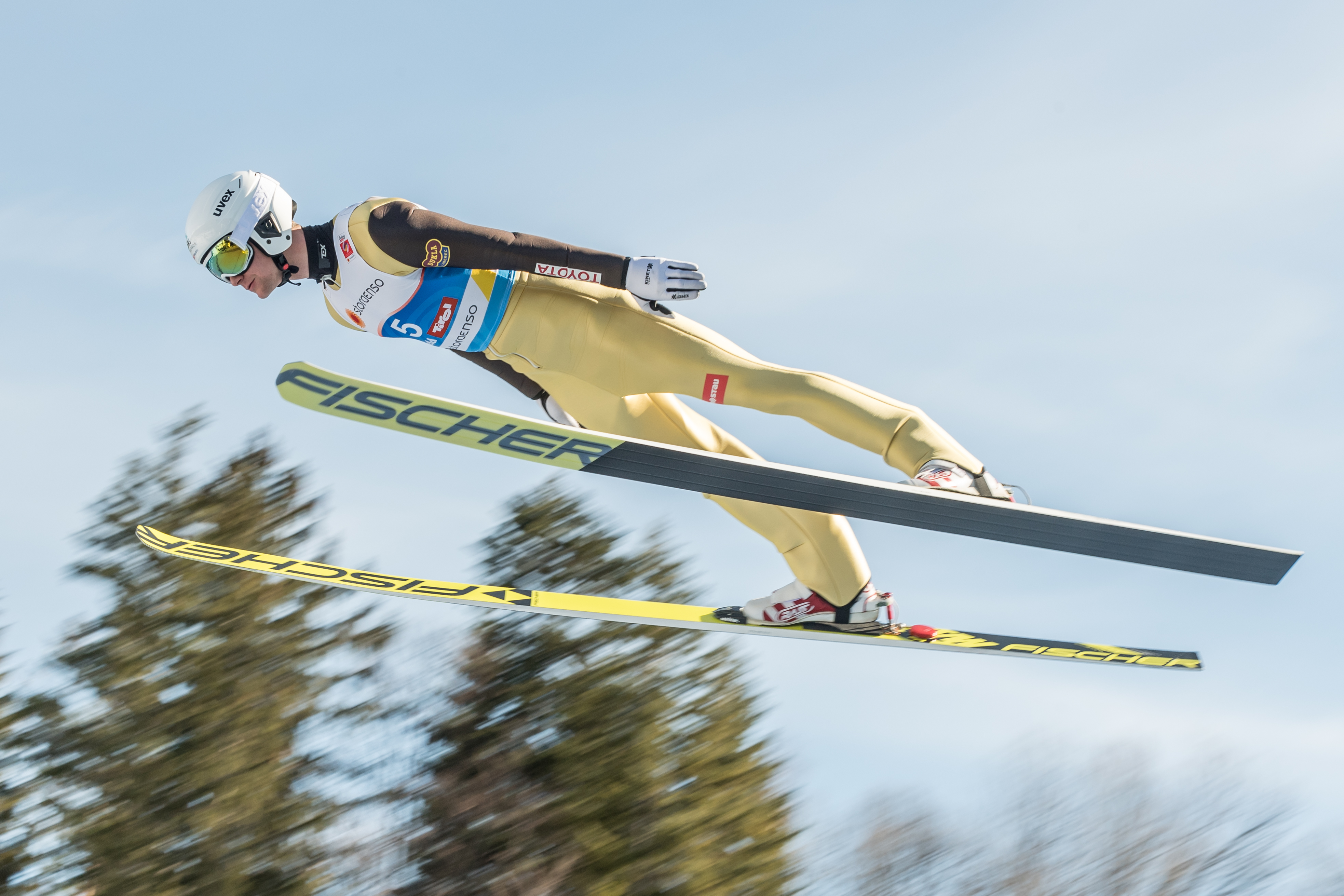
Saut à ski du norvégien Lukáš Daněk pendant un entraînement de combiné nordique pour un championnat du monde (février 2019).

Ce sport trouve ses origines en Norvège où la première compétition se tient en 1862. Le saut à ski fait son apparition aux Jeux olympiques dès la première édition de 1924.
Le skieur s'élance du haut d'un tremplin enneigé ou revêtu de matière synthétique et atteint une vitesse pouvant dépasser les 100 km/h pour les tremplins de vol à ski. À cet instant, il doit donner une impulsion afin d'aller le plus loin possible dans les airs. Lors de la réception du saut, le sauteur doit effectuer un Télémark (de) s'il veut marquer un maximum de points.
Le classement est fonction de deux paramètres : la distance du saut et les notes de style attribuées par le jury. Le record du monde est détenu par Stefan Kraft avec un saut à 253,5 mètres.

### Ski de fond

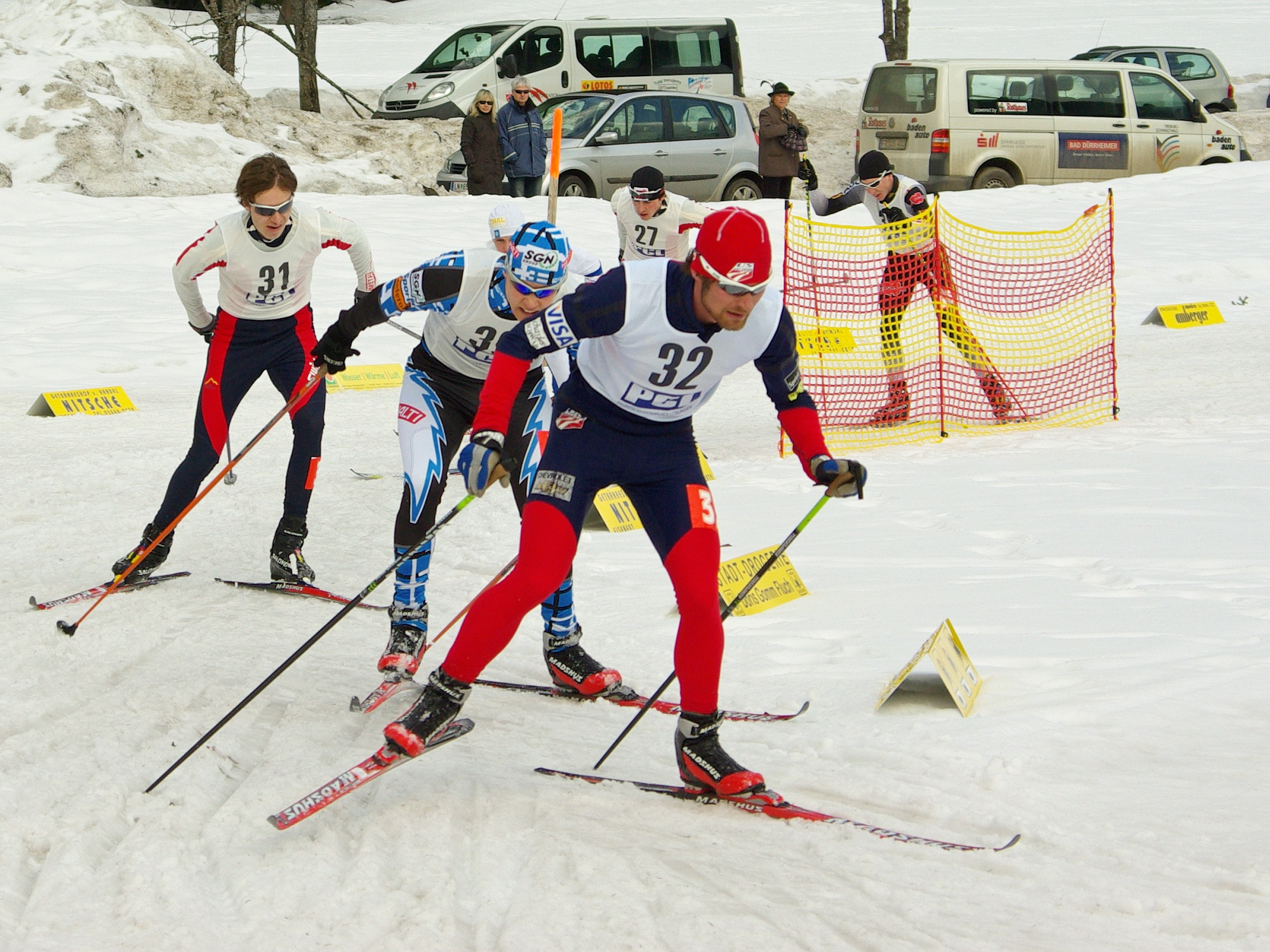
Des athlètes pendant le ski de fond

### Combiné nordique en été
Le combiné se pratique également en été sur des tremplins spécialement aménagés. Pour l'épreuve de fond, les athlètes utilisent des ski-roues. En général, les compétitions estivales comme le Grand Prix d'été servent de préparation pour la saison hivernale. Certains pays organisent également leurs championnats nationaux l'été.

### Matériels
Le matériel utilisé par les athlètes du combiné nordique est similaire à celui utilisé par les sauteurs et les fondeurs.
Comme en saut à ski, les combinaisons constituent un paramètre important dans la performance. Leur composition est réglementée et doit comprendre cinq couches : un film plastique perforé, entouré de part et d'autre d'une couche de mousse en polyuréthane et d'une épaisseur de lycra,. De plus, elles doivent « être confectionnées dans le même tissu et présenter la même perméabilité à l'air, que ce soit de l'intérieur vers l'extérieur et inversement ; l'épaisseur ne doit pas excéder 6 mm ni être inférieure à 4 mm ». Les concurrents doivent faire contrôler la porosité à l'air de leur combinaison qui doit être supérieure à 40 l/cm2 pour être homologuée. Une combinaison réglementaire est marquée d'un sceau signifiant qu'elle répond aux normes de la FIS. En cas de combinaison non conforme, le sauteur se voit disqualifié.
La longueur des skis est également réglementée. Afin de lutter contre l'anorexie, la Fédération internationale de ski a mis en place un règlement qui fixe un poids minimum en fonction de l'indice de masse corporelle,. Les athlètes sont autorisés à utiliser des skis qui font 145 % de la taille de l'athlète. Si l'IMC d'un sauteur est inférieur à 20, ce dernier est pénalisé par une longueur de ski réduite.

### Entraînements
Les coureurs de combiné nordique sont tenus de s’entraîner à la fois en ski de fond et en saut à ski mais le volume d'entraînement dans chaque discipline ne peut atteindre celui réalisé par des athlètes spécialisés dans chaque discipline. L'équilibre est parfois difficile à trouver et de nombreux athlètes s'améliorent dans une discipline au détriment de l'autre.
Le combiné nordique est un sport qui nécessite d'être explosif en saut à ski et endurant en ski de fond. Les sauteurs à ski portent l'effort sur l'impulsion au décollage et sur le maintien d'une masse la plus proche de la limite autorisée. A contrario, les fondeurs travaillent l'endurance avec un entraînement « polarisé » qui comprend un volume important à faible intensité et de légers entraînements à haute intensité. Une étude de 2016 révèle que les coureurs du combiné nordique réalisent les deux tiers de l'entraînement des fondeurs et la moitié de l'entraînement des sauteurs à ski. Le gros travail fourni en ski de fond serait lié à l'importance accordée à cette discipline dans les résultats des épreuves combinées. En effet, c'est à la fin de la course de ski de fond que les récompenses sont distribuées et non à l'issue du saut.
Le volume d'entraînement varie de quelques heures par semaine chez les jeunes à près de 40h par semaine pour les athlètes de haut niveau.

### Blessures
Originellement, le saut à ski est un sport risqué et des sauteurs sont morts en pratiquant ce sport (no). La Fédération internationale de ski a énormément travaillé afin de rendre les tremplins plus sûrs. Par ailleurs, la fédération internationale a également réglementé le matériel afin de limiter les distances atteintes par les sauteurs.
Fabrice Guy considère que le « saut à ski n'est pas un sport dangereux, mais c'est un sport à risques ». Il estime que tout est fait (matériel et tremplin) pour que les enfants dès 5 ans puissent participer en toute sécurité et que le ski alpin est certainement plus risqué que le saut à ski ou le combiné nordique.
En 1926, Asbjørn Elgstøen est l'un des rares athlètes du combiné nordique morts à la suite d'une participation à une compétition internationale. En effet, il participe aux championnats du monde 1926, à Lahti. La compétition se déroule dans des conditions polaires avec une température comprise entre −35 °C et −40 °C. Dans la course de ski de fond, il finit la course avec les pieds et le visage gelés. Malgré les difficultés, il participe au saut à ski et finit neuvième du combiné nordique. Après la course, il rentre en Norvège, développe une encéphalite qui lui est fatale.

## Épreuves
Historiquement, il n'y a qu'une épreuve individuelle dans le combiné nordique. Une épreuve par équipe de trois apparaît lors des championnats du monde de ski nordique 1982. Le format sprint apparaît lors des championnats du monde de ski nordique 1999. Aux championnats du monde de ski nordique 2009, les épreuves de combiné nordique connaissent de grands changements avec l'arrivée d'un départ en masse 10 kilomètres, approuvé au congrès de 2006 et qui remplace le précédent 7,5 kilomètres sprint, tandis que le 15 kilomètres Gundersen est scindé en deux épreuves, toutes deux de 10 kilomètres mais avec un grand tremplin de 120 mètres pour l'une et le tremplin normal de 90 mètres pour l'autre. Avec l'épreuve par équipe, le combiné nordique dispose désormais de quatre épreuves au lieu de trois. Ces changements sont validés lors de la réunion de Zurich le 29 septembre 2008.

### Épreuves actuelles

#### Individuelle au tremplin normal
Dans un premier temps, les skieurs exécutent un saut sur le tremplin normal suivi d’une course de ski de fond de 10 kilomètres qui consiste à parcourir quatre boucles de 2,5 kilomètres. À la suite du saut, des points sont attribués pour la longueur et le style. Le départ de la course de ski de fond s'effectue selon la méthode Gundersen (1 point = 4 secondes), le coureur occupant la première place du classement du saut s’élance en premier et les autres s’élancent ensuite dans l’ordre fixé. Le premier skieur à franchir la ligne d’arrivée remporte l’épreuve.

#### Individuelle au grand tremplin
Même déroulement que pour l'épreuve précédente, mais le saut est effectué sur le grand tremplin.

#### Compact
Testé pour la première fois en 2023, le « compact » est un format qui se base sur le rang obtenu lors du ski de fond. La table de Gundersen n'est pas utilisé pour la conversion en temps, c'est uniquement la place dans le concours de saut qui détermine l'écart au départ de la course de ski de fond Les écarts lors du départ lors de la course de ski de fond sont très resserrés ce qui ne plaît pas aux meilleurs sauteurs.

#### Par équipe
Initialement composée de trois athlètes (3 × 10 kilomètres), les relais sont composés depuis 1998 de quatre athlètes (sauf aux universiades d'hiver).
Chaque équipe comprend quatre coureurs qui effectuent individuellement un saut sur le grand tremplin. On additionne ensuite les résultats de chaque membre de l’équipe. L’équipe qui obtient le nombre de points total le plus élevé sera la première équipe à prendre le départ de l’épreuve de ski de fond qui consiste en un relais 4 × 5 kilomètres. Comme aux épreuves individuelles, les temps de départ sont déterminés dans un ordre fixé selon le tableau de Gundersen. L’équipe dont le quatrième skieur franchit la ligne d’arrivée en premier remporte l’épreuve.

#### Sprint par équipes
Cette épreuve de relais est disputée par équipe de deux. Elle a été introduite en Coupe du monde lors de la saison 2011 - 2012, à Seefeld.

#### Départ en ligne
Les compétiteurs disputent une course de fond en partant tous en même temps. À l'issue de cette course, le vainqueur reçoit une note de 120 points tandis que 15 points par minute perdue après le temps du vainqueur sont retranchés aux autres concurrents. Vient ensuite une épreuve de saut à ski qui déterminera le classement final. Le départ en ligne n'est pas au programme olympique.

### Anciennes épreuves

#### Hurricane sprint
Dans un hurricane sprint, le handicap des coureurs est calculé non pas en secondes mais en mètres. Tous les coureurs partent en même temps mais seul le vainqueur de l'épreuve de saut ne court que 7,5 kilomètres et les coureurs moins bien classés en saut courent 24 mètres de plus par point de retard.

#### Individuelle
Chaque coureur effectue deux sauts à skis sur le tremplin de base le premier jour de l’épreuve et les sauts sont notés sur la longueur et le style. Le deuxième jour de compétition, chaque coureur s’aligne sur la course de ski de fond de 15 kilomètres. L’ordre de départ est déterminé d’après le classement du saut à skis. Le coureur occupant la première place de ce classement s’élance en premier et les autres s’élancent ensuite dans l’ordre fixé selon le tableau de Gundersen.

#### Sprint
Le premier jour, les concurrents effectuent un seul saut sur le grand tremplin et le deuxième jour, une course de ski de fond sur 7,5 kilomètres. L’ordre de départ est déterminé comme pour l’individuel, d’après le classement du saut à skis.

#### Course à pénalités
La course à pénalité (penalty race en anglais) débute par un concours de saut dont les notes techniques sont remplacées par des boucles de pénalité de 150 mètres déterminées par le verdict du tremplin. Ces boucles sont à effectuer lors de l'épreuve de fond. Cette épreuve a été introduite en Coupe du monde lors de la saison 2011 - 2012, à Lillehammer.
Le règlement de la Coupe du monde 2012-2013 précise l'ordre de départ des concurrents en fonction de leur classement lors de l'épreuve de saut :
| Performance en saut                         | Pénalités                                                 |
| ------------------------------------------- | --------------------------------------------------------- |
| Vainqueur                                   | Aucune boucle de pénalité + départ avancé de dix secondes |
| de 0,1 à 4,9 points derrière le vainqueur   | Aucune boucle de pénalité                                 |
| de 5,0 à 9,9 points derrière le vainqueur   | 1 boucle de pénalité                                      |
| de 10,0 à 16,9 points derrière le vainqueur | 2 boucles de pénalité                                     |
| de 17,0 à 24,9 points derrière le vainqueur | 3 boucles de pénalité                                     |
| de 25,0 à 35 points derrière le vainqueur   | 4 boucles de pénalité                                     |
| plus de 35 points derrière le vainqueur     | ne sont pas autorisés à prendre le départ                 |

## Principales compétitions

### Jeux olympiques
Le combiné nordique est une discipline olympique depuis les débuts des Jeux olympiques d'hiver. Trois épreuves s'y déroulent : l'individuelle au tremplin normal, l'individuelle au grand tremplin et celle par équipe.

### Championnat du monde de combiné nordique
Le championnat du monde de la discipline se déroule lors des championnats du monde de ski nordique. Le premier titre de champion du monde de combiné est décerné en 1925 au coureur tchécoslovaque Otakar Německý qui court à domicile car ce premier championnat du monde se déroule à Janské Lázně (ou Johannisbad en allemand, alors parlé dans cette région).
Les championnats du monde sont organisés tous les deux ans. Quatre épreuves s'y déroulent : individuelle et par équipe, respectivement au tremplin normal et au grand tremplin.
Des championnats du monde junior ont lieu tous les ans depuis 1968.

### Coupe du monde de combiné nordique
Comme dans toutes les disciplines de ski, la Fédération internationale de ski organise une Coupe du monde tout au long de l'hiver. Elle compte entre 25 et 30 épreuves à travers le monde, essentiellement en Europe.
De 1991 à 2008, une Coupe du monde B, destinée à des coureurs moins expérimentés, est organisée. Elle se déroule de manière analogue à la Coupe du monde avec des épreuves ayant lieu dans différents pays tout au long de l'hiver. Depuis 2009, la Fédération internationale de ski organise la Coupe continentale, compétition internationale qui s'adresse aux jeunes coureurs. Elle se déroule en plusieurs épreuves dans différents pays, essentiellement européens.

### Grand prix d'été
Le combiné se pratique aussi en été avec le Grand prix d'été de combiné nordique créé en 1998 et dont la première édition est remportée par Matthias Looß. C'est l'Allemand Johannes Rydzek qui remporte le plus grand nombre d'éditions du Grand Prix (4).

### Autres

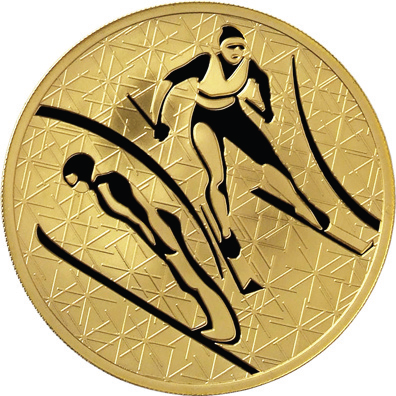
Médaille associant les représentations des deux activités du combiné : saut et fond.

Le combiné nordique est depuis 2011 un sport optionnel lors des universiades d'hiver. Le combiné a été disputé lors des trois éditions des Jeux olympiques de la jeunesse d'hiver.
La fédération internationale de ski organise, en dehors des compétitions citées plus haut, des courses isolées permettant aux coureurs d'acquérir des points FIS leur permettant d'accéder à des compétitions plus relevées. Certaines compétitions annuelles, très réputées, ne sont pas incluses chaque année dans le programme de la Coupe du monde ou du Championnat du monde : elles ont néanmoins lieu indépendamment. Ce fut parfois le cas des jeux du ski de Lahti, du festival de ski d'Holmenkollen ou des jeux de ski de Suède.
L'organisation des pays alpins organise une compétition annuelle, disputée en plusieurs épreuves ayant lieu dans les différents pays de l'arc alpin. La coupe OPA est destinée aux jeunes coureurs.
De nombreux pays organisent un championnat national ainsi qu'une coupe nationale.

## Grands noms du combiné nordique
Thorleif Haug, Johan Grøttumsbråten et Oddbjørn Hagen sont les « héros d'avant-guerre, des personnages hors du commun, les bases de la légende attachée à cette discipline bien particulière ». En particulier, Johan Grøttumsbråten remporte trois médailles olympiques dont deux titres en 1928 et en 1932. Il brille également en ski de fond notamment en 1928 où il remporte le titre olympique du 18 km.
Dans les années 1970, Ulrich Wehling réussit l'exploit de remporter trois titres olympiques consécutifs entre 1972 et 1980,. Dans les années 2000, les légendes du combiné nordique sont les Finlandais Samppa Lajunen et Hannu Manninen.

## Dopage
Plusieurs athlètes de la discipline sont convaincus de dopage. Claus Tuchscherer  avoue à l'issue de sa carrière qu'il faisait partie du programme de dopage Est-Allemand (en) lors des Jeux olympiques de 1976 où il se classa 5e.
Kerry Lynch est surtout connu pour son implication dans le scandale du dopage aux Championnats du monde de ski nordique 1987 à Oberstdorf au cours desquels il fait l'objet d'une transfusion sanguine afin d'augmenter le nombre de globules rouges. Lynch termine deuxième dans l'épreuve individuelle derrière Torbjørn Løkken, avant de perdre sa médaille à la suite de ces aveux.
Chez les Russes, Anton Kamenev (en), Aleksey Tsvetkov (en) et Aleksey Seregin sont convaincus de dopage.

## Critiques
En 2020, le nouveau président de la Fédération internationale de ski, Johan Eliasch, considère que la discipline « est très difficile à diffuser à la télévision ».